# Diocese de Jales
A Diocese de Jales (Dioecesis Ialespolitana) é uma circunscrição eclesiástica da Igreja Católica no Brasil. Sua sede é o município de Jales, no estado de São Paulo.

## História
Foi criada pelo Papa João XXIII no dia 12 de dezembro de 1959 por meio da bula Ecclesia Sancta, sendo instalada a 15 de agosto de 1960. Foi desmembrada da diocese de Rio Preto e pertence à Província Eclesiástica de São José do Rio Preto.

### Dados sociológicos
Ao ser criada a Diocese, fazia só 18 anos que a cidade de Jales tinha sido fundada. (Fundada em 1941, constituída em sede de município em 1948).
A criação da diocese significou claramente uma aposta no futuro, pois a Igreja estava apenas implantando suas estruturas na região. Quanto se encaminhou o processo de criação da diocese só existiam as paróquias de Pereira Barreto, General Salgado, Cardoso, Fernandópolis, Estrela d'Oeste e Jales. Em vista da nova diocese foram criadas doze paróquias no mesmo dia, a 19 de março de 1958: Meridiano, Macedônia, Brasitânia, Indiaporã, Ouroeste, Populina, Santa Albertina, Santa Clara, Três Fronteiras, Palmeira, Urânia e Santa Fé.
A região compreendida pela diocese (12.800 quilômetros quadrados) é das mais novas do estado de São Paulo, tendo iniciado sua colonização no início da década de 40, com a abertura da estrada de ferro até Santa Fé do Sul.
A população da região atingiu seu pique em 1970, com 389.000 habitantes.( Em 1960: 337.000; em 1980: 333.000; em 1991: 330.000). Depois foi se verificando um rápido êxodo rural, em direção às cidades da região, mas sobretudo em direção dos centros industriais do estado, e das novas fronteiras agrícolas do país.

### Jubileus
25 Anos: Celebrado com a primeira Romaria Diocesana, conduzido por Dom Luiz Demétrio Valentini.
50 Anos: Celebrado entre 2009 e 2010, culminou em 15 de Agosto de 2010 com a celebração dos 50 anos de instalação da Diocese. 
60 Anos: Para o Ano Jubilar dos 60 anos de criação e instalação da Diocese, o lema escolhido foi “Crescendo em Direção a Cristo”. A abertura ocorreu na Romaria de 2019 e se encerraria ao dia 16 de Agosto de 2020, mas por conta da pandemia do novo coronavírus, o encerramento foi postergado para a Solenidade de Cristo Rei, celebrada em 2020 no dia 22 de Novembro.

## Padroeira

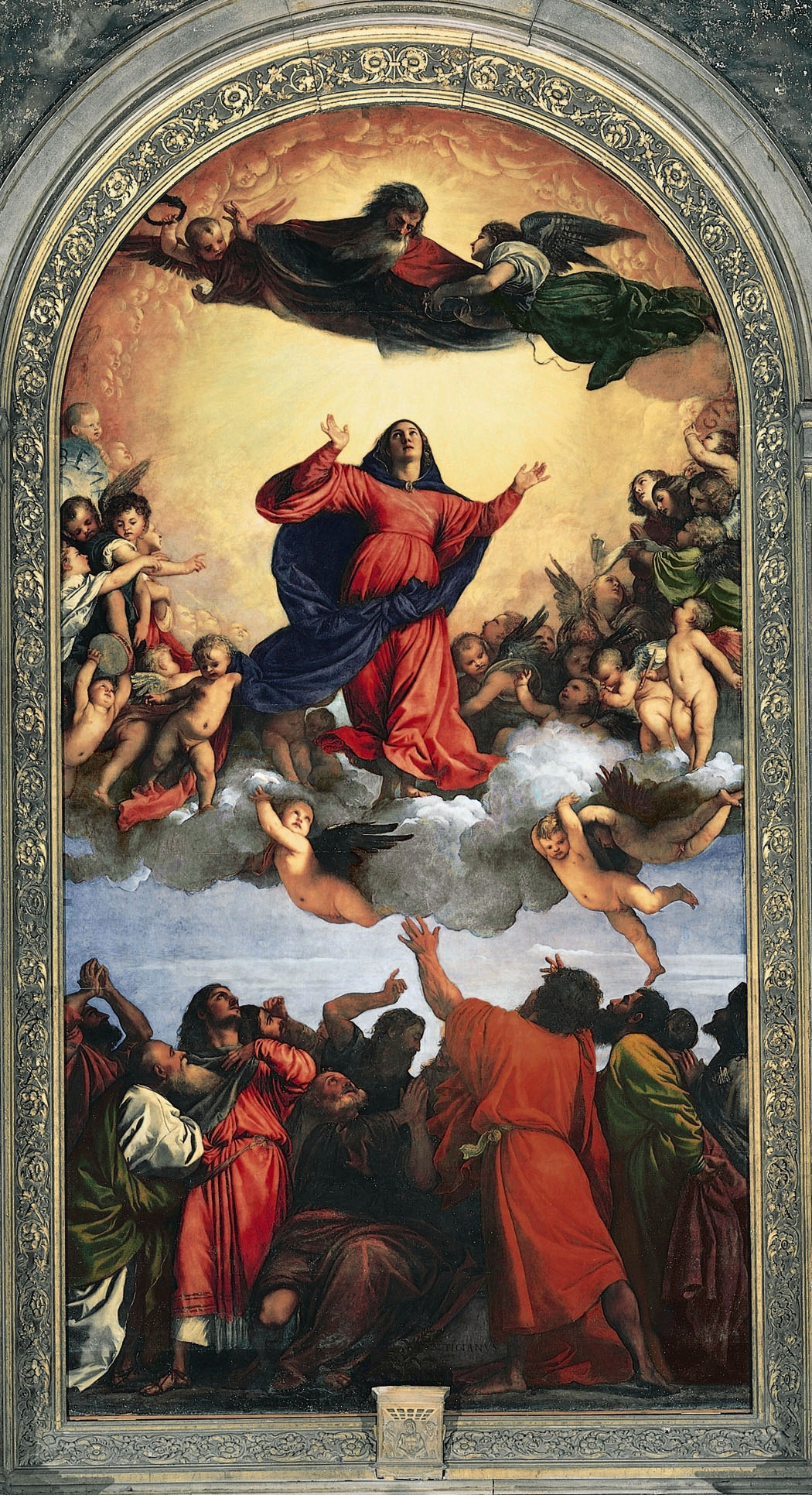
Assunção de Maria. Tiziano Vecellio, século XVI.

O padroeiro escolhido para a cidade de Jales foi Santo Expedito, devoção particular de Euphly Jalles, fundador da cidade, porém, quando a Diocese foi criada, a padroeira escolhida foi Nossa Senhora da Assunção, padroeira dos Assuncionistas, congregação que foi encarregada de administrar a recém criada Diocese.
Para resolver o problema, foi determinado então que Santo Expedito permaneceria como padroeiro do município de Jales, mas que Nossa Senhora da Assunção seria a padroeira da Diocese e da Catedral.

## Municípios e Paróquias
O território da diocese compreende 45 municípios da região noroeste do estado de São Paulo, sendo 34 da região administrativa de São José do Rio Preto e 11 da região administrativa de Araçatuba. Ao todo são 28 paróquias sediadas em 21 municípios.
|    | Cidade                     | Padroeiro                            | Paróquia |
| -- | -------------------------- | ------------------------------------ | --- |
| 1  | Aparecida d'Oeste          | Nossa Senhora Aparecida              | Paróquia Nossa Senhora Aparecida |
| 2  | Aspásia                    | São José                             | |
| 3  | Auriflama                  | Nossa Senhora Aparecida              | Paróquia Nossa Senhora Aparecida |
| 4  | Dirce Reis                 | Nossa Senhora das Graças             | |
| 5  | Dolcinópolis               | Santo Antônio                        | |
| 6  | Estrela d'Oeste            | Nossa Senhora da Penha               | Paróquia Nossa Senhora da Penha |
| 7  | Fernandópolis              | Santa Rita de Cássia                 | Paróquia Santa Rita de Cássia Paróquia São Luiz Gonzaga Paróquia Senhor Bom Jesus Paróquia São Pedro Paróquia Santo Expedito Paróquia São Bernardo |
| 8  | General Salgado            | Nossa Senhora das Dores              | Paróquia Nossa Senhora das Dores |
| 9  | Guarani d'Oeste            | Santo Antônio                        | |
| 10 | Guzolândia                 | Nossa Senhora Aparecida              | |
| 11 | Ilha Solteira              | São Francisco de Assis               | Paróquia Cristo Luz do Mundo |
| 12 | Indiaporã                  | São João Batista                     | Paróquia São João Batista |
| 13 | Itapura                    | Nossa Senhora da Imaculada Conceição | |
| 14 | Jales                      | Santo Expedito                       | Paróquia Nossa Senhora da Assunção Paróquia São José Operário Paróquia Santo Antônio Paróquia Santo Expedito                                       |
| 15 | Macedônia                  | Santo Antônio                        | Paróquia Santo Antônio de Pádua |
| 16 | Marinópolis                | Santo Antônio de Pádua               | |
| 17 | Meridiano                  | Nossa Senhora Aparecida              | Paróquia São José |
| 18 | Mesópolis                  | Senhor Bom Jesus                     | |
| 19 | Mira Estrela               | São Bom Jesus                        | |
| 20 | Nova Canaã Paulista        | São Pedro                            | |
| 21 | Nova Castilho              | São José                             | |
| 22 | Ouroeste                   | São João Batista                     | Paróquia São João Batista |
| 23 | Palmeira d'Oeste           | Santa Luzia                          | Paróquia Santa Luzia |
| 24 | Paranapuã                  | São Judas Tadeu                      | |
| 25 | Pedranópolis               | Bom Jesus                            | |
| 26 | Pereira Barreto            | São Francisco Xavier                 | Paróquia São Francisco Xavier |
| 27 | Pontalinda                 | Nossa Senhora Aparecida              | Paróquia Nossa Senhora Aparecida |
| 28 | Populina                   | São João Batista                     | Paróquia São João Batista |
| 29 | Rubinéia                   | Santa Terezinha                      | |
| 30 | Santa Albertina            | São Francisco de Assis               | Paróquia São Francisco de Assis |
| 31 | Santa Clara d'Oeste        | Santa Clara                          | Paróquia Nossa Senhora Aparecida |
| 32 | Santa Fé do Sul            | São João Batista                     | Paróquia São João Batista |
| 33 | Santa Rita d'Oeste         | Santa Rita de Cássia                 | |
| 34 | Santa Salete               | Nossa Senhora de Salete              | |
| 35 | Santana da Ponte Pensa     | Nossa Senhora Sant’Ana               | |
| 36 | Santo Antônio do Aracanguá | Santo Antônio Nossa Senhora do Carmo | Paroquia Santo Antônio e Nossa Senhora do Carmo |
| 37 | Sao Francisco              | São Francisco de Assis               | |
| 38 | São João das Duas Pontes   | São João Batista                     | |
| 39 | São João de Iracema        | São João Batista                     | |
| 40 | Sud Mennucci               | Nossa Senhora Aparecida              | Paróquia Nossa Senhora Aparecida |
| 41 | Suzanápolis                | Santo Antônio                        | |
| 42 | Três Fronteiras            | Nossa Senhora Aparecida              | Paróquia Nossa Senhora Aparecida |
| 43 | Turmalina                  | São Bom Jesus                        | |
| 44 | Urânia                     | São Benedito                         | Paróquia São Benedito |
| 45 | Vitória Brasil             | São José Nossa Senhora Aparecida     | |

## Algumas constatações importantes

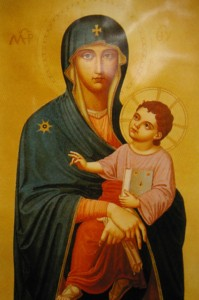
A Virgem Maria e seu filho Jesus.

- Ao ser criada, a Diocese de Jales só tinha um padre diocesano, idoso, em Cardoso. Em Pereira Barreto estavam os frades capuchinhos, em General Salgado o padre Victorino, e os outros eram todos padres assuncionistas holandeses, a quem propriamente foi confiada a nova Diocese, escolhendo-se dentre eles o primeiro bispo diocesano, Dom Arturo Gerrit João Hermanus Maria Horsthuis.
- A Diocese iniciou seus trabalhos no clima de renovação do Concílio Vaticano II. Este clima de renovação foi facilitado pela realidade da região, com pouca tradição local, com a diversidade de procedências e de culturas das pessoas, com a presença de padres vindos da Europa, ainda mais da Holanda, no tempo a pioneira em mudanças na Igreja.
- Como expressão maior da renovação pastoral implantada a partir das idéias do Concílio, foram fundadas as "Comunidades de Culto", com a formação dos "Dirigentes de Culto", uma figura que continua ainda presente no imaginário de muitas comunidades.
- Com a doença de D. Arthur, e com a saída de diversos padres assuncionistas, se produziu um impasse na continuidade do projeto inicial da diocese, simbolizado pelo longo tempo que a diocese passou entre a doença de D. Arthur (1968), e a nomeação de D. Luis Eugênio (1970).
- Durante o período de D. Luiz Eugênio Perez foi construída a Catedral de Jales, foi dado impulso à organização administrativa da diocese, à participação dos leigos especialmente pelo movimento do Cursilho, e à ação pastoral com a chegada dos padres espiritanos portugueses, e com a reorganização do Seminário Provincial em Ribeirão Preto.
- Dos vinte e quatro padres existentes na diocese em 1982, só três eram diocesanos. Havia ainda sete assuncionistas, estavam presentes 7 espiritanos portugueses, três capuchinhos, dois padres italianos, e dois padres espanhóis.
- Com a chegada de Dom Demétrio Valentini, em 1982, a Diocese entrou num processo pastoral participativo, cadenciado por assembléias periódicas, em sintonia com as Diretrizes Pastorais da CNBB, através do qual a Diocese vai definindo sua caminhada pastoral, que vai continuando até hoje.
- Em 1985 a Diocese celebrou o seu jubileu de prata, marcado especialmente pela reimplantação do cruzeiro na praça da catedral, como gesto de reencontro com sua história e com a religiosidade popular. Com isto teve início a Romaria Diocesana, que continua todos os anos no mês de agosto.
- Em 1985 iniciou também a Escola Diocesana de Animadores de Comunidade, para concretizar uma das prioridades apontadas na Assembléia de 1983, a formação de pessoas para a animação das comunidades.
- Na Assembléia de 1995 foram assumidas outras duas prioridades pastorais: a abertura missionária, e a presença de serviço na sociedade.
- Em 2016, o município de Cardoso, bem como sua paróquia, passaram a pertencer a Diocese de Votuporanga.

## Bispos
|        | Nome                         | Período    | Notas                        |
| Bispos | Bispos                       | Bispos     | Bispos                       |
| ------ | ---------------------------- | ---------- | ---------------------------- |
| 4°     | Dom José Reginaldo Andrietta | 2015–atual |                              |
| 3º     | Dom Luiz Demétrio Valentini  | 1982–2015  | Renunciou por idade          |
| 2º     | Dom Luis Eugênio Perez       | 1970–1981  | Nomeado Bispo de Jaboticabal |
| 1º     | Dom Artur Horsthuis, AA      | 1960–1968  |                              |